# Tungurahua
Tungurahua (keczua: tunguri „gardło”, rahua „ogień”; „Gardziel Ognia”) – aktywny stratowulkan położony w paśmie Cordillera Real, będącego częścią Andów. Leży w Ekwadorze, na terenie prowincji Tungurahua. Ostatni cykl wzmożonej aktywności wulkanu rozpoczął się w 1999 roku i trwa do dziś (grudzień 2010), a szczególnie groźne erupcje miały miejsce 16 sierpnia 2006 r., 6 lutego 2008 r., 28 maja 2010 r. oraz 4 grudnia 2010 r.

## Fizjografia
Tungurahua (5023 m) położony jest w Centralnych Andach, w środkowym Ekwadorze, około 140 km na południe od Quito. Najbliższymi wysokimi szczytami są Chimborazo (6267 m) oraz El Altar (5319 m). U podnóża wulkanu, 5 km na północ, znajduje się uzdrowisko Baños (1800 m) wykorzystujące ciepłe źródła. Inne bliskie miejscowości to Ambato (30 km na północny wschód) oraz Riobamba (30 km na południowy wschód). Tungurahua jest częścią Parku Narodowego Sangay.

## Lodowce
Ze względu na swe wyniesienie 5023 m Tungurahua w szczytowej partii przekracza granice wiecznych śniegów (tu około 4900 m). Przed rozbudzeniem swej aktywności w 1999 r. Tungurahua był pokryty trwałymi lodowczykami. Obecnie lody i śniegi spłynęły.

## Historia aktywności
Tungurahua wybucha jako stratowulkan. Według obliczeń Tungurahua wykazuje od 80 do 100 letni cykl aktywności i tak szczególna jego aktywność przypadała na 1773 r., 1886 r. oraz lata 1916-1918.

## Eksploracja wspinaczkowa
Szczyt został po raz pierwszy zdobyty w trakcie 7-letniej wyprawy (1868–1876) przez niemieckich wulkanologów Alfonsa Sztabla i Wilhema Reissa w 1873 r. Pod szczytem, na wysokości około 3800 m n.p.m., znajduje się schronisko Refugio Nicolas Martinez.

## Galeria

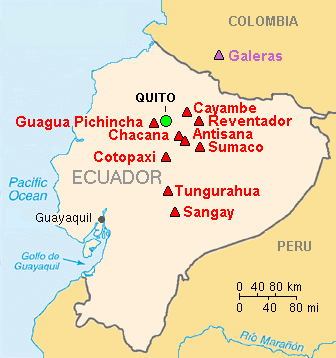
Mapa okolic wulkanicznych w Ekwadorze w tym wskazanie Tungurahua
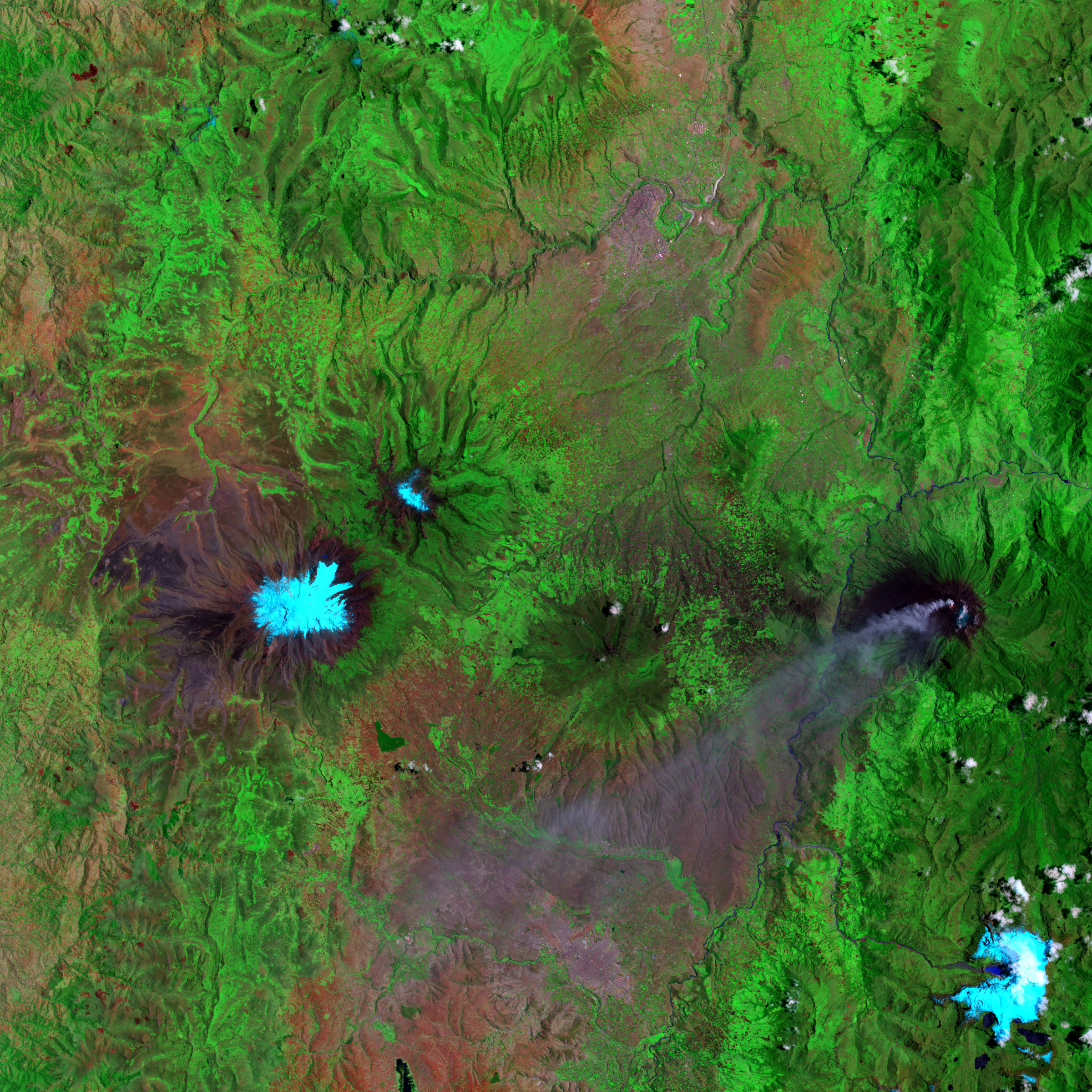
Zdjęcie satelitarne Tungurahura (środek na prawo) oraz pobliskiego Chimborazo (środek na lewo)
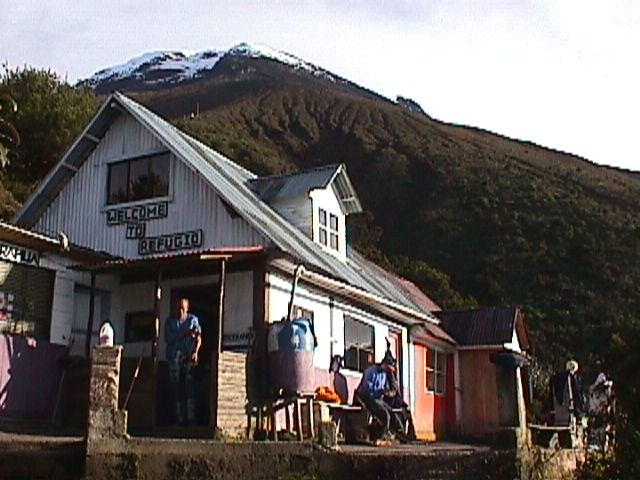
Schronisko Refugio Nicolas Martinez, w tle Tungurahua
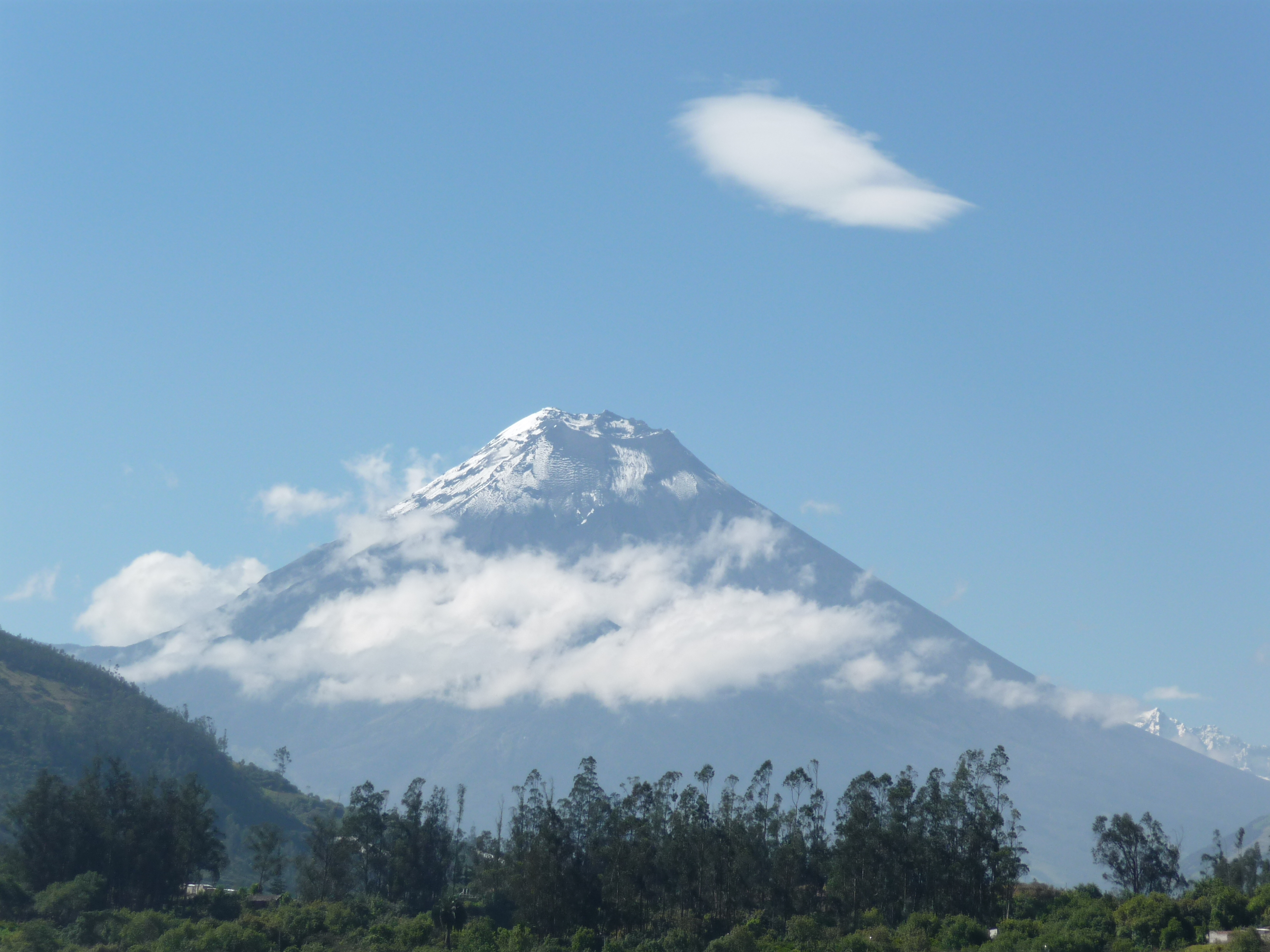
Tungurahua we wrześniu 2008 r.
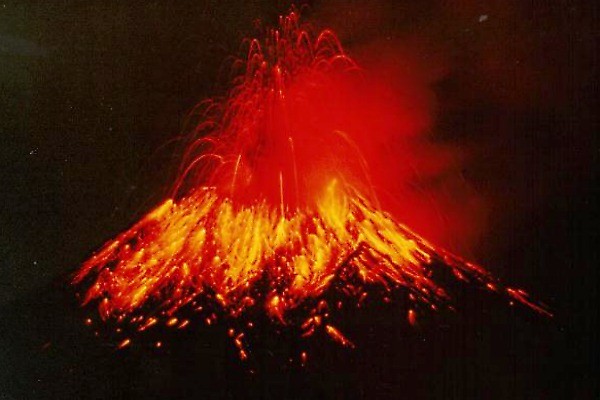
Erupcja w 1999 r.
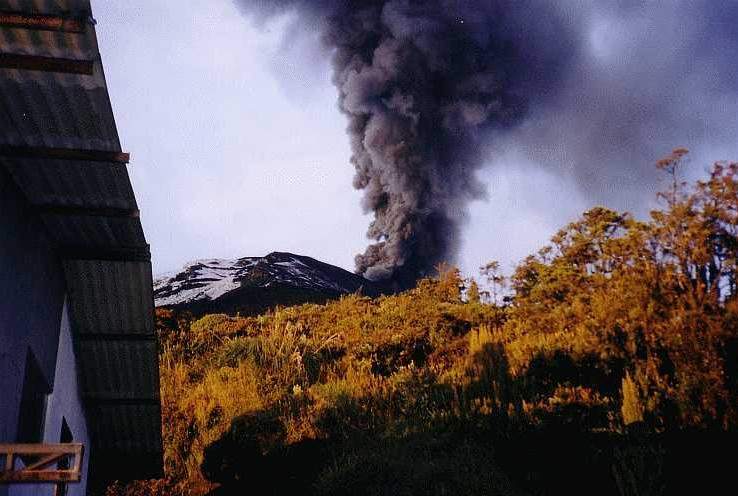
Erupcja w 2003 r.
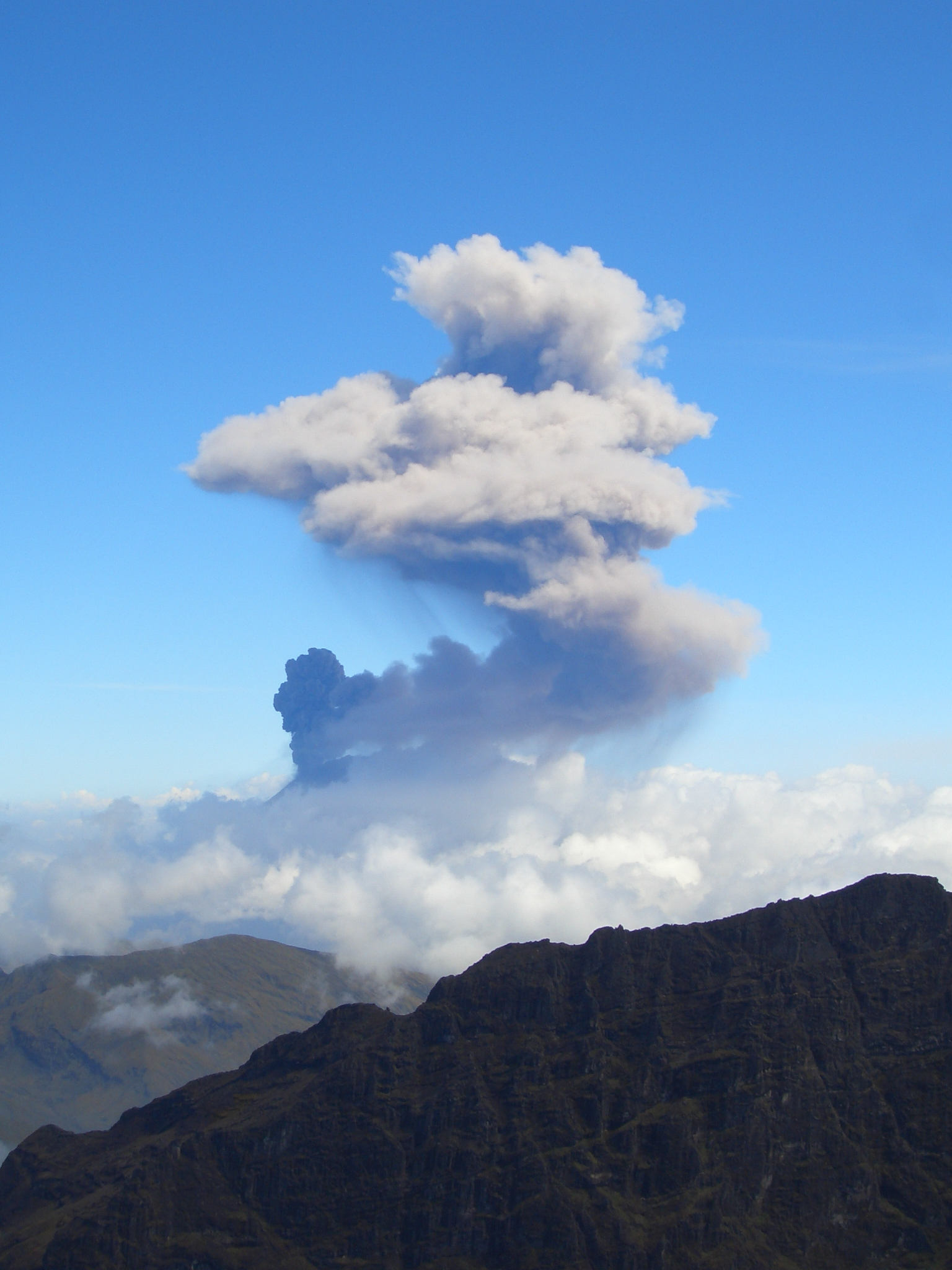
Erupcja w 2006 r.
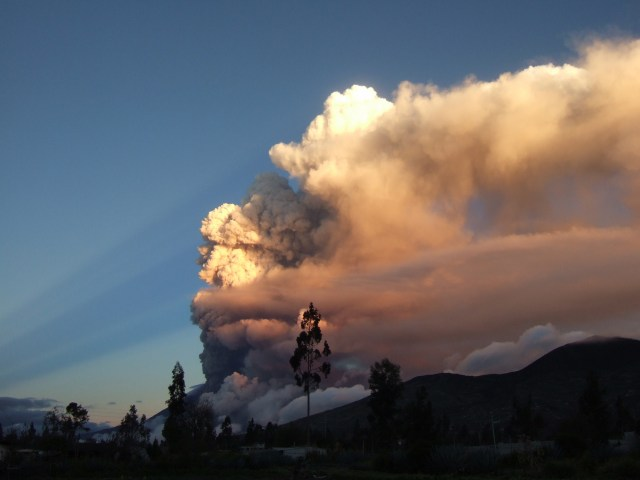
Erupcja w 2006 r.